# 阿多纳尔·福耶尔
阿多纳尔·戴维·福耶尔（英語：Adonal David Foyle，1975年3月9日—），原籍圣文森特和格林纳丁斯，后加入美国籍，职业篮球运动员，曾效力于NBA联盟。他在1997年的NBA选秀中第1轮第8顺位被金州勇士选中。